# Première exposition internationale d'art décoratif moderne
La Première exposition internationale d'art décoratif moderne (en italien : Prima Esposizione Internazionale d'Arte Decorativa Moderna), s'est tenue à Turin en 1902. Elle fut le détonateur de l'art nouveau en Italie.
Pour la première fois y participaient tous les pays où l'art nouveau s'était développé : Allemagne, Angleterre, Autriche, Belgique, Danemark, Écosse, États-Unis, France, Hongrie, Italie, Norvège, Pays-Bas et Suède.
Le principal architecte, Raimondo D'Aronco, avait dessiné ses pavillons sur le modèle de ceux de Joseph Maria Olbrich à Darmstadt (Mathildenhöhe).
De nombreux intérieurs étaient exposés, dont A Lady's Writing Room dessinée par Frances MacDonald de James Herbert MacNair de l'École de Glasgow.

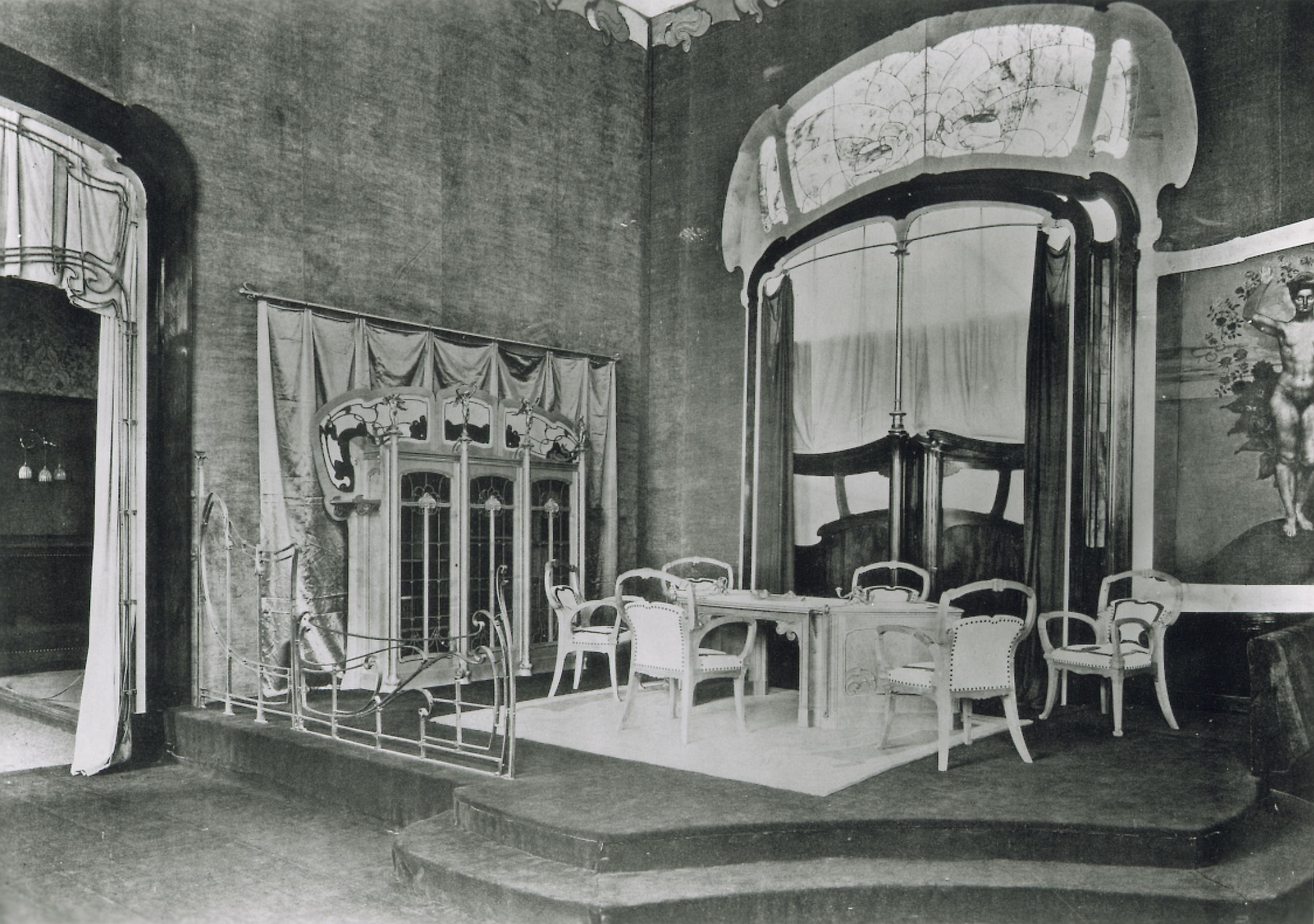
Ensemble de Victor Horta.